# Чемерска планина (Илијаш)
Чемерска планина, се налази у сјеверозападном дијелу Кантона Сарајево, удаљена од самог града Сарајева око 30 километара. Административно припада Општини Илијаш, унутар Кантона Сарајево. Највиши врх се налази на 1466 метара надморске висине, и зове се Дернек. Назив је добио по томе што је локално српско становништво, сваке године за Тројчиндан, на овом мјесту одржавало теферич. 

## Положај
Простире се правцем сјеверо-исток од Округлице и Нишића и југозападно до Семизовца и Илијаша.  Цијелом дужином планине, од око 45 километара простире се кањон ријеке Мисоче са западне стране и ријеке Љубине са источне стране. Нарочито је живописан кањон ријеке Мисоче који је проглашен заштићеном зоном. Љепоте овог кањона су јединствене и представљају прави бисер природе. Падине кањона су стрме а понегдје и окомитеса висинском разликом преко 700 метара и изузетно богате флором и фауном. Планински дио, од кањона до врха планине обилује великим бројем ливада, благих падина са црногоричним и листопадним шумама, у којима се налази велики број извора питке воде.
У морфолошком погледу, планина је крашног састава јер се одликује са увалама и вртачама, као и пећинама и самим кањонима двије ријеке. На Чемерској планини постоји и ријека понорница, а од значајних насеља ту су смјештени Чемерно, Чемерница и Караула са више заселака. У овим селима је живјело искључиво српско становништво. Након покоља који се десио 10. јуна 1992. године села су остала потпуно пуста, спаљена и уништена. Данас је ово подручје остало пусто планинско, ненасељено мјесто, идеално за излете, обиласке природних љепота овог краја у много организованијој форми.